# Ionel Talpazan
Ionel Talpazan, né le 16 août 1955 à Petrăchioaia et mort le 21 septembre 2015 à New York, est un créateur d'art brut d'origine roumaine naturalisé américain à la fin de sa vie sous le nom d'Adrian da Vinci.

## Biographie
Ionel Talpazan connait une enfance difficile, au cours de laquelle il est élevé par plusieurs familles d'accueil et est souvent maltraité. À l'âge de huit ans, il voit une soucoupe volante qui émet une étrange lumière bleue alors qu'il se cache dans les buissons pour échapper à une punition, une expérience qui va orienter toute sa vie. Quelques années plus tard, il se met à dessiner ses premiers ovnis.
En 1987, il décide de fuir la Roumanie et traverse le Danube à la nage pour rejoindre la Yougoslavie. Placé dans un camp de réfugiés des Nations unies près de Belgrade dès son arrivée, il obtient l'asile politique des États-Unis quelques mois plus tard et s'installe à New York. Il vit dans un premier temps dans la rue, dormant parfois dans un carton près de Columbus Circle, avant de louer un studio à Harlem. Il se consacre alors entièrement à la représentation des ovnis et des systèmes de planètes qui l’obsèdent. Il vend ses œuvres sur le trottoir lorsqu'il est découvert par le marchand d'art Henry Tobler, qui le voit vendre ses dessins devant le Museum of Modern Art, et écrit un article sur lui en 1990 dans le Folk Art Messenger, le journal de la Folk Art Society of America. Il est ensuite approché par Aarne Anton, propriétaire de l'American Primitive Gallery à SoHo, à partir de 1996, mais continue à vendre ses créations dans la rue, ce qui conduit le galeriste à renoncer à le représenter.
À la fin de sa vie, en juin 2014, il obtient la nationalité américaine et change son nom en Adrian da Vinci. Il meurt le 21 septembre 2015 dans l'arrondissement de Manhattan à New-York, après avoir produit plus d'un millier de pièces.

## Œuvre
Beaucoup de ses dessins et peintures de vaisseaux spatiaux les représentent sous la forme d'un squelette transparent qui laisse apparaître la machinerie complexe qu'ils renferment. Ils comprennent souvent des textes rédigés en écriture cursive, généralement en roumain. D'autres, presque psychédéliques, représentent des systèmes de planètes ou des batailles d'ovnis de couleurs vives. Ionel Talpazan réalise aussi des maquettes d'ovni en plâtre, de la taille approximative d'un frisbee, peintes en argent ou en bleu, parfois équipées de hublots vivement colorés, et montées sur des piédestaux de fortune. Il considère que ses créations sont un mélange d'art et de sciences et est convaincu qu'il détient des connaissances venues d'un autre monde sur la propulsion des vaisseaux extraterrestres qui intéresseront un jour les scientifiques de la NASA.